# Gomaringen
Gomaringen ist eine Gemeinde im Landkreis Tübingen etwa zehn Kilometer südlich von Tübingen und etwa elf Kilometer südwestlich von Reutlingen. Sie gehört zur Region Neckar-Alb und zur Randzone der europäischen Metropolregion Stuttgart.

## Geographie

### Geographische Lage
Gomaringen liegt im Tal der Wiesaz, eines rechten Nebenflusses der Steinlach, die in den Neckar mündet.

### Nachbargemeinden
| Tübingen  | Kusterdingen                                | Reutlingen |
| Dußlingen | Kompassrose, die auf Nachbargemeinden zeigt | Reutlingen |
| Nehren    | Mössingen                                   | Reutlingen |

### Gemeindegliederung
Die Gemeinde Gomaringen besteht aus den beiden Ortsteilen Gomaringen und Stockach. Die Ortsteile sind räumlich identisch mit den früheren Gemeinden gleichen Namens. In der Gemeinde Gomaringen wird der Gemeinderat nach dem System der Unechten Teilortswahl gewählt, dementsprechend bilden die beiden Ortsteile als Wohnbezirke bezeichnete Wahlkreise. Der Ortsteil Stockach bildet zudem eine Ortschaft im Sinne der baden-württembergischen Gemeindeordnung mit eigenem Ortschaftsrat und Ortsvorsteher als dessen Vorsitzender.
Zum Ortsteil Gomaringen gehören das Dorf Gomaringen, der Weiler Hinterweiler, der baulich mit Gomaringen zusammengewachsen ist, und die Häuser Bahnhof Gomaringen, Hammerwerk, Pomosinwerke, Sägmühle und Schleifmühle. Zum Ortsteil Stockach gehört nur das Dorf Stockach.
Im Ortsteil Gomaringen lagen die abgegangenen Orte Unnothof und Ziegelhausen (oder Ziegelhäuser). Unnothof fiel vor 1893 und Ziegelhausen vor 1492 wüst.

### Schutzgebiete
Gomaringen hat Anteil am Landschaftsschutzgebiet Ehrenbachtal mit Kaltem Brunnen sowie am FFH-Gebiet Albvorland bei Mössingen und Reutlingen.

## Geschichte

### Mittelalter
Die Namensendung auf „-ingen“ belegt die Besiedlung durch die Alemannen. Der Name „Gomaringen“ wurde 1191 erstmals urkundlich in der Chronik des Berthold von Zwiefalten erwähnt. Werner von Gomaringen (ca. 1356–1393) und Peter von Gomaringen (1393–1412) aus dem Hause der Herren von Gomaringen wurden Äbte von Bebenhausen, dem Hauskloster der Pfalzgrafen von Tübingen. Von 1443 bis 1499 besaßen die Remp von Pfullingen fünf Achtel der Vogtei in Gomaringen, zwei Achtel waren noch beim Kloster Bebenhausen und ein Achtel bei Wolf von Tachenhausen.

### Neuzeit
1499 wurden Gomaringen und seine heutigen Ortsteile Hinterweiler und Stockach vom Spital in Reutlingen erworben. 150 Jahre lang nahmen deren Vögte die Belange des Spitals vor Ort wahr. Wegen hoher Kontributionen, die Reutlingen als Reichsstadt nach dem Dreißigjährigen Krieg zu entrichten hatte, musste das Spital die Orte Gomaringen und Hinterweiler 1648 an das Herzogtum Württemberg verkaufen. Sie wurden württembergisches Kammerschreibereigut, also ein Bestandteil des herzoglichen Familienfideikommisses. Von 1708 bis 1723 befanden sich diese Orte im Besitz der Reichsgräfin Wilhelmine von Grävenitz.
Nach der Gründung des Königreichs Württemberg wurde Gomaringen 1807 dem Oberamt Reutlingen zugeschlagen.
Von 1837 bis 1841 lebte der Schriftsteller Gustav Schwab (1792–1850) als Pfarrer in Gomaringen. Dort verfasste er Sagen des klassischen Altertums und seine Schiller-Biografie.
1902 bekam Gomaringen über die privat betriebene Gönninger Bahn von Reutlingen Anschluss an das Streckennetz der Württembergischen Staatseisenbahnen. Die Verwaltungsreform während der NS-Zeit in Württemberg führte zur Zugehörigkeit zum Landkreis Reutlingen, wie er von 1938 bis 1972 strukturiert war. Nach dem Zweiten Weltkrieg fiel Gomaringen 1945 in die Französische Besatzungszone und kam somit zum neu gegründeten Land Württemberg-Hohenzollern, welches 1952 im Land Baden-Württemberg aufging.
Mit der Kreisreform von 1973 wechselte die Gemeinde vom Landkreis Reutlingen zum Landkreis Tübingen. Am 1. Dezember 1973 wurde Stockach eingemeindet.
Die 1952 errichtete Anlage 0704 bestand bis 2011.

## Politik

### Verwaltungsverband
Gomaringen ist der Sitz des Gemeindeverwaltungsverbandes „Steinlach-Wiesaz“. Weitere Mitgliedsgemeinden sind Dußlingen und Nehren.

### Bürgermeister
- bis 1946: Karl Beck (kommissarisch)
- 1946 bis 1948: Heinrich Rapp
- 1948 bis 1951: Emil Hartung
- 1951 bis 1981: Heinz Raff
- 1981 bis 2012: Manfred Schmiderer
- seit 2. Juli 2012: Steffen Heß

### Gemeinderat
In Gomaringen wird der Gemeinderat nach dem Verfahren der unechten Teilortswahl gewählt. Dabei kann sich die Zahl der Gemeinderäte durch Überhangmandate (Ausgleichssitze) verändern. Der Gemeinderat in Gomaringen besteht seit der letzten Wahl aus den 18 (2019: 20) gewählten ehrenamtlichen Gemeinderäten und dem Bürgermeister als Vorsitzendem. Der Bürgermeister ist im Gemeinderat stimmberechtigt. Die Kommunalwahl am 9. Juni 2024 führte zu folgendem Ergebnis.
| Parteien und Wählergemeinschaften | Parteien und Wählergemeinschaften       | % 2024 | Sitze 2024 | % 2019 | Sitze 2019 | Kommunalwahl 2024 %403020100 37,4 %16,5 %28,4 %17,7 % FWSPDCDUGrüneGewinne und Verlusteim Vergleich zu 2019 %p 12 10 8 6 4 2 0 −2 −4 −6 −8−2,1 %p−7,8 %p+11,2 %p−1,3 %pFWSPDCDUGrüne |
| FW                                | Freie Wählervereinigung                 | 37,4   | 7          | 39,5   | 8          | Kommunalwahl 2024 %403020100 37,4 %16,5 %28,4 %17,7 % FWSPDCDUGrüneGewinne und Verlusteim Vergleich zu 2019 %p 12 10 8 6 4 2 0 −2 −4 −6 −8−2,1 %p−7,8 %p+11,2 %p−1,3 %pFWSPDCDUGrüne |
| SPD                               | Sozialdemokratische Partei Deutschlands | 16,5   | 3          | 24,3   | 5          | Kommunalwahl 2024 %403020100 37,4 %16,5 %28,4 %17,7 % FWSPDCDUGrüneGewinne und Verlusteim Vergleich zu 2019 %p 12 10 8 6 4 2 0 −2 −4 −6 −8−2,1 %p−7,8 %p+11,2 %p−1,3 %pFWSPDCDUGrüne |
| CDU                               | Christlich Demokratische Union          | 28,4   | 5          | 17,2   | 3          | Kommunalwahl 2024 %403020100 37,4 %16,5 %28,4 %17,7 % FWSPDCDUGrüneGewinne und Verlusteim Vergleich zu 2019 %p 12 10 8 6 4 2 0 −2 −4 −6 −8−2,1 %p−7,8 %p+11,2 %p−1,3 %pFWSPDCDUGrüne |
| GL                                | Grüne Liste                             | 17,7   | 3          | 19,0   | 4          | Kommunalwahl 2024 %403020100 37,4 %16,5 %28,4 %17,7 % FWSPDCDUGrüneGewinne und Verlusteim Vergleich zu 2019 %p 12 10 8 6 4 2 0 −2 −4 −6 −8−2,1 %p−7,8 %p+11,2 %p−1,3 %pFWSPDCDUGrüne |
| gesamt                            | gesamt                                  | 100,0  | 18         | 100,0  | 20         | Kommunalwahl 2024 %403020100 37,4 %16,5 %28,4 %17,7 % FWSPDCDUGrüneGewinne und Verlusteim Vergleich zu 2019 %p 12 10 8 6 4 2 0 −2 −4 −6 −8−2,1 %p−7,8 %p+11,2 %p−1,3 %pFWSPDCDUGrüne |
| Wahlbeteiligung                   | Wahlbeteiligung                         | 64,3 % | 64,3 %     | 62,6 % | 62,6 %     | Kommunalwahl 2024 %403020100 37,4 %16,5 %28,4 %17,7 % FWSPDCDUGrüneGewinne und Verlusteim Vergleich zu 2019 %p 12 10 8 6 4 2 0 −2 −4 −6 −8−2,1 %p−7,8 %p+11,2 %p−1,3 %pFWSPDCDUGrüne |

### Städtepartnerschaften
- Arcis-sur-Aube in Frankreich, seit 1976

## Kultur und Sehenswürdigkeiten

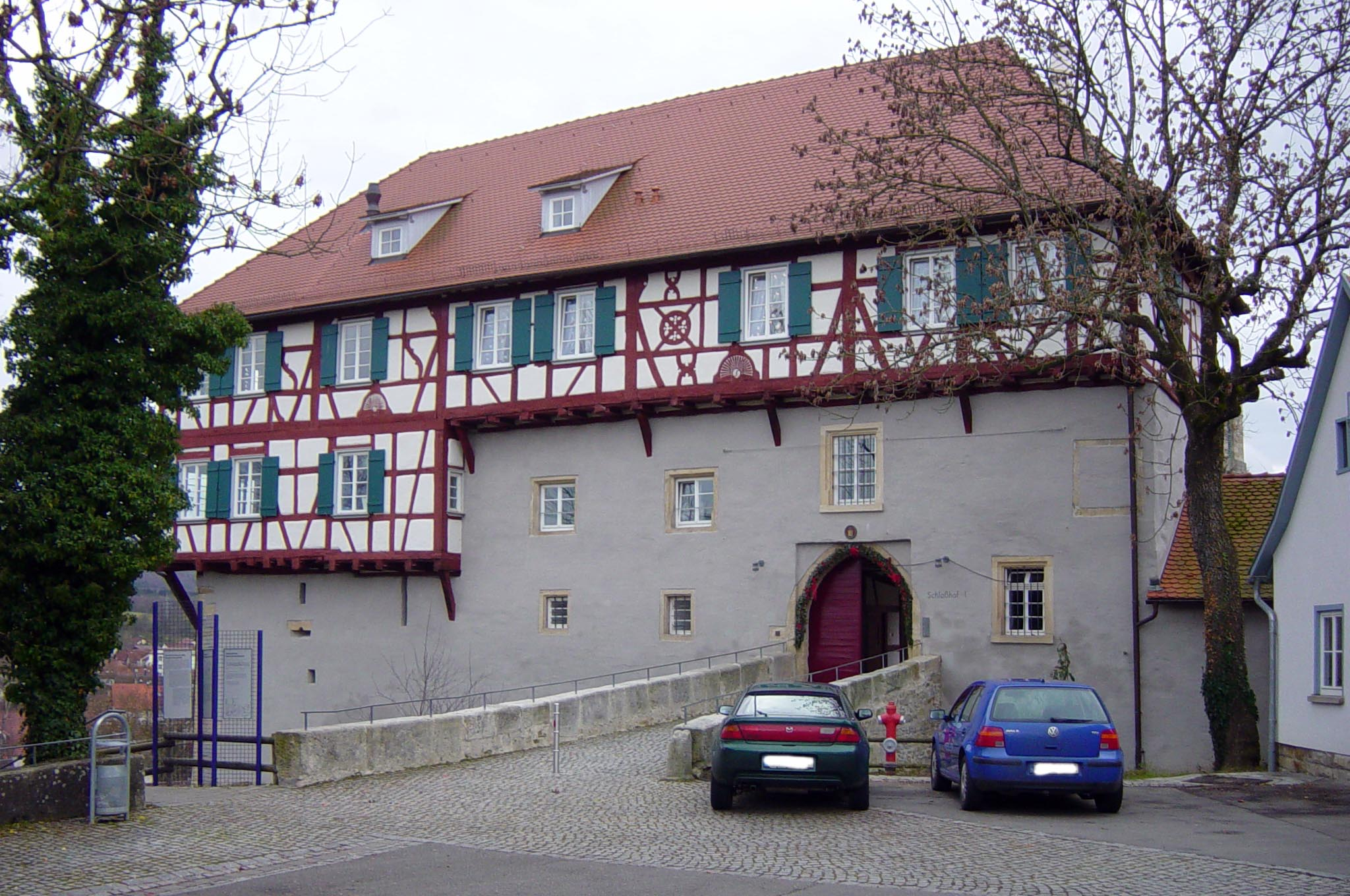
Gomaringer Schloss

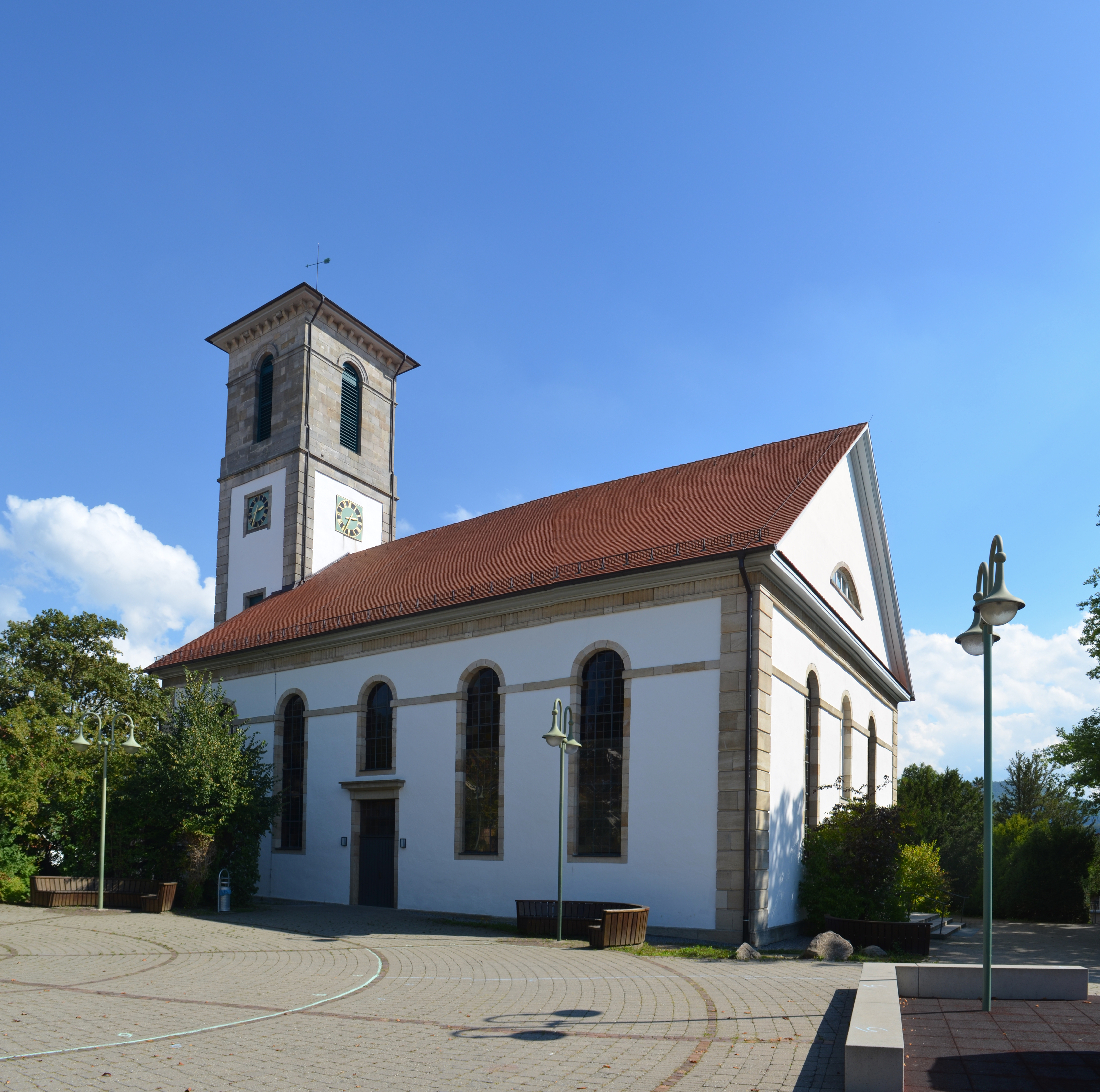
Evangelische Kirche

### Museen
- Gustav-Schwab-Museum im Schloss

### Bauwerke
- Gomaringer Schloss, von 1837 bis 1841 Pfarrsitz von Gustav Schwab.
- Evangelische Kirche,[7] 1840 anstelle eines gotischen Vorgängerbaus vom Reutlinger Stadtbaumeister Johann Georg Rupp klassizistisch im „Finanzkammer- oder Kameralamtsstil“ errichtet und 1961 und 2013–2014 renoviert. Die evangelische Kirchengemeinde gehört zum Kirchenbezirk Tübingen.

### Grabhügel

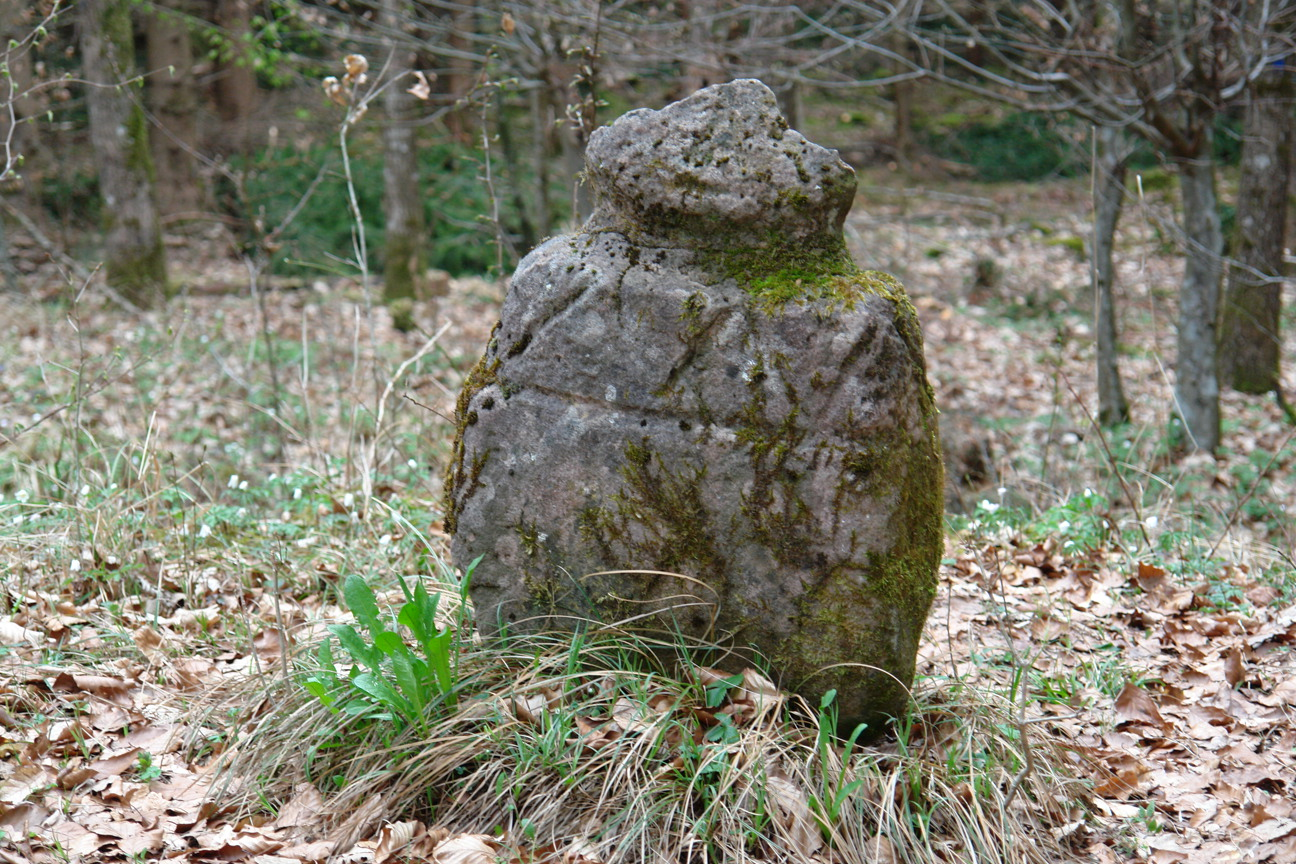
Stele auf einem Grabhügel bei Gomaringen-Stockach

- Eine Gruppe von Grabhügeln aus der Hallstattzeit (8.–7. Jahrhundert v. Chr.) bei Gomaringen-Stockach. Einer der Hügel wurde 1938 bei Wegbauarbeiten gefunden und durch Gustav Riek untersucht. Die Stele ist ein Abguss. Das Original befindet sich im Württembergischen Landesmuseum Stuttgart.

### Aidelberg
Der Aidelberg ist eine mitten in Gomaringen gelegene Grünfläche, die hauptsächlich von Streuobstwiesen geprägt ist.

### Veranstaltungen
Das christliche Festival Rock Without Limits fand von 2008 bis 2010 in Gomaringen statt.
2017 finden im Bikepark erstmals die Deutschen Meisterschaften im Mountainbike 4Cross statt.

## Wirtschaft und Infrastruktur

### Straßenverkehr
- Die Landesstraße 230 verbindet die Gemeinde mit der Bundesstraße 27 und damit mit Tübingen und Stuttgart.
- Die L 384 führt östlich nach Reutlingen.
- Über eine Alltagsradroute aus dem Radnetz Baden-Württemberg[9] ist Gomaringen mit Tübingen und in der anderen Richtung über Nehren mit Mössingen verbunden.

### ÖPNV und Busverkehr in Gomaringen
- Der Öffentliche Personennahverkehr wird durch den Verkehrsverbund Neckar-Alb-Donau (NALDO) gewährleistet. Die Gemeinde befindet sich in der Wabe 113.
- Linie 7612 Direktbus nach Tübingen.
- Linie 7625 nach Tübingen über die Härten durch Immenhausen, Mähringen und Wankheim.
- Linie 7613 nach Dußlingen und Mössingen.
- Line 111 nach Reutlingen und Gönningen.

### Bahnverkehr
- Die Gönninger Bahn zwischen Reutlingen und Gönningen wurde 1982 endgültig eingestellt.
- Es gibt Pläne zur Reaktivierung im Rahmen der geplanten Regional-Stadtbahn Neckar-Alb. Dabei soll die alte Trasse teilweise wieder genutzt werden. Der Verkehr von Reutlingen nach Gomaringen soll aber nicht wie früher bis Gönningen weitergeführt werden, sondern nach Mössingen. Damit ergibt sich ein Anschluss an die Bahnstrecke Tübingen–Sigmaringen.

## Persönlichkeiten

### Söhne und Töchter der Gemeinde
- Peter von Gomaringen war 1393–1412 Abt im Kloster Bebenhausen
- Georg Heusel (1921–2014), Architekt und Immobilienunternehmer
- Karlheinz Baumann (* 1938), Produzent, Autor, Naturfilmer und Naturfotograf
- Willi Kemmler (* 1941), Unternehmer und Politiker (SPD)
- Christoph Bach (* 1975), Schauspieler

### Mit Gomaringen verbunden
- Johann Ulrich Schwindrazheim (1737–1813), Dichter, Pfarrer von Gomaringen
- Gustav Schwab, Theologe und Schriftsteller ("Sagen des klassischen Altertums"), war von 1837 bis 1841 evangelischer Pfarrer in Gomaringen
- Peter Beyerhaus, Theologe, lebte in Gomaringen-Stockach
- Gerhard Schnitter, Komponist, lebt in Gomaringen-Stockach
- Rainer Riesner, Theologe, lebt in Gomaringen